# Bufonia virgata
Bufonia virgata är en nejlikväxtart som beskrevs av Pierre Edmond Boissier. Bufonia virgata ingår i släktet Bufonia och familjen nejlikväxter. Inga underarter finns listade i Catalogue of Life.